# Biomphalaria schrammi
Biomphalaria schrammi, popularmente referido como caramujo-de-água-doce, é uma espécie de gastrópode da família dos planorbídeos (Planorbidae). Foi descrita por Joseph Charles Hippolyte Crosse em 1864, com base num espécime-tipo obtido em Guadalupe.

## Filogenia e sistemática
Análises moleculares indicam que Biomphalaria schrammi é tão divergente geneticamente de outras espécies de Biomphalaria quanto de Planorbella, o que indica que seja uma linhagem separada ou intermediária. Análises comparativas apontaram maior proximidade genética e morfológica com B. oligoza, mas maior diferença morfológica com B. tenagophila, B. occidentalis, B. straminea e B. peregrina. Apesar disso, B. oligoza, B. schrammi, B. straminea e B. tenagophila são entendidas como fundamentais à classificação do táxon ao qual pertencem por suas características.

## Descrição
A concha de Biomphalaria schrammi é marrom e apresenta diâmetro entre 4,6 e 5,4 milímetros (com média de cinco milímetros), altura variando de 1,5 a 2 milímetros e possui de quatro a quatro voltas e três quartos. As suturas são bem definidas e as voltas arredondadas, sem carenas. Na última volta, a concha pode apresentar de zero a seis lamelas internas. A abertura é arredondada e fortemente defletida para a esquerda, com manchas ou escórias alongadas dispostas transversalmente. Não há linha pigmentada no tubo renal, nem saliência oblíqua; o tubo renal é plano. O ovotestis conta com 19 a 30 divertículos bem diferenciados e abaulados, simples ou às vezes subdivididos.
A vesícula seminal de Biomphalaria schrammi é reduzida, e sua porção conglomerada apresenta expansões digiformes. A bolsa do oviduto é discreta, sem bolsa vaginal, dilatação na parede ventral posterior ou corrugação na parede dorsal posterior da vagina. A espermateca está posicionada abaixo do ducto, que segue trajetória retilínea do cruzamento genital até a próstata. Os divertículos da próstata, entre 12 e 18, têm formato semelhante ao número três (3). O complexo peniano é delgado, com bainha peniana mais larga e comprida que o prepúcio, cujo término livre é sutilmente mais amplo.

## Distribuição e habitat
Biomphalaria schrammi habita lagoas e distribui-se pelo Caribe e América do Sul, especificamente em Cuba, Guadalupe e no Brasil, nos estados do Acre, Amapá, Bahia, Ceará, Distrito Federal, Espírito Santo (estado), Fernando de Noronha, Goiás, Maranhão, Mato Grosso, Mato Grosso do Sul, Minas Gerais, Pará, Paraíba, Pernambuco, Piauí, Rio Grande do Norte, Rio de Janeiro, Rondônia, Roraima, São Paulo, Sergipe, Tocantins e Trindade e Martim Vaz.

## Ecologia
Biomphalaria schrammi tem uma taxa de crescimento rápida e uma vida útil muito mais curta do que outras espécies de seu gênero e, portanto, tem uma forte vantagem no início da estação chuvosa. É capaz de colonizar alguns habitats muito rapidamente após a estação seca, o que por sua vez a ajuda a resistir mais eficazmente à ameaça de competidores ou predadores. Embora várias espécies de Biomphalaria sejam vetores de Schistosoma mansoni (B. glabrata, B. tenagophila, B. straminea, B. helophila, B. havanensis e B. peregrina), B. schrammi não é considerado hospedeiro compatível para o ciclo de esquistossomose humana. Estudos mostram resistência natural de populações de Minas Gerais à infecção experimental por diferentes linhagens de S. mansoni.

## Conservação
A União Internacional para a Conservação da Natureza (UICN) classifica Biomphalaria schrammi como uma espécie pouco preocupante (LC), em decorrência de sua ampla distribuição, capacidade de colonização rápida e ausência de ameaças conhecidas significativas. Em um estudo realizado por Pointier e David (2004) em Guadalupe, esta espécie foi descrita como "dominante" e constatou-se que suas populações flutuavam dependendo da estação chuvosa. Em 2018, foi classificada como menos preocupante (LC) no Livro Vermelho da Fauna Brasileira Ameaçada de Extinção do Instituto Chico Mendes de Conservação da Biodiversidade (ICMBio),